# Omo
Az Omo folyó Etiópia délnyugati részén. A lefolyástalan Turkana (Rudolf)-tóba torkollik. A folyó völgye a világörökség része.

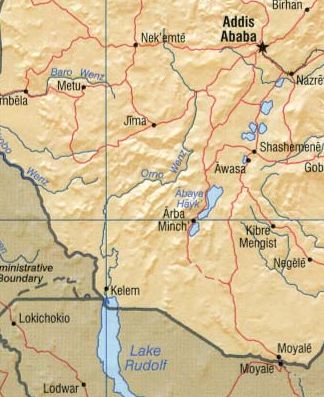
Az Omo folyó (Omo Wenz) és környékének térképe

## Futása

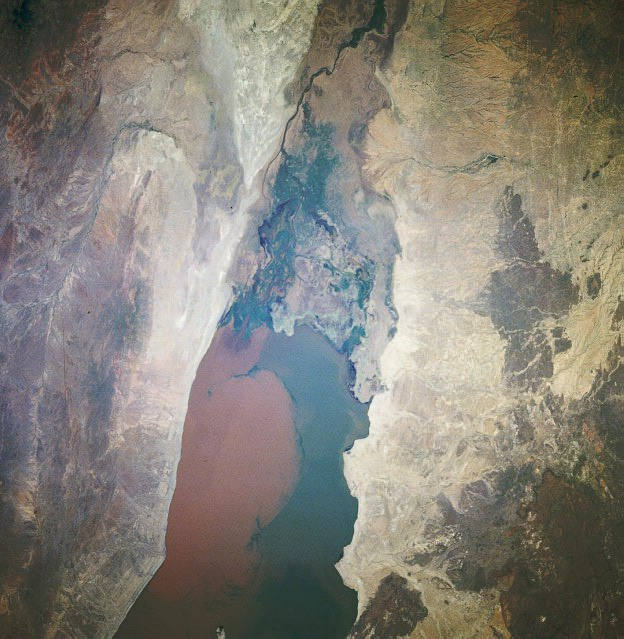
Az Omo torkolata

Az Omo folyó hossza 760 km. Az Etióp-magasföld központi részén, a Shewa-fennsíkon ered kb. 2500 méteres tengerszint feletti magasságban, Nek'emte városától keletre. Eleinte dél felé folyik, majd délnyugatra kanyarodik. A keleti hosszúság 36°-ánál ismét dél felé veszi az irányt, amihez egy nagy keleti irányú S-kanyar után is visszatér. Deltatorkolattal ömlik a Turkana-tóba kb. 500 méteres tengerszint feletti magasságban.
A folyó nagy esése miatt gyors folyású, zuhatagos. Szeptember-októberben az esőzések miatt magas a vízállása, ilyenkor kedvelt a raftingosok körében. Az Omo keresztülfolyik az állatvilágáról (víziló, krokodil, puffogó vipera) híres Mago (2162 km²) és Omo Nemzeti Parkon (4068 km²).

## Felfedezése
A folyó alsó folyása napjainkban több nomád népnek ad otthont (mursi, suri, nyangatom, dizi, me'wm). Az Omo felső és középső folyását az 1880-as években fedezte fel az első európai, Jules Borelli. Az olasz Vittorio Bottego (1860–1897) 1896. június 29-én érte el a folyót második afrikai expedíciója során (melyben életét vesztette). A torkolatot Herbert Henry Austin csapata érte el 1898. szeptember 12-én. A Turkana-tó partján megtalálták az áprilisban itt járt, Rasz Wolda Giyorgis vezette etióp expedíció által kitűzött zászlót is. 1899. augusztus 21-én újabb etióp expedíció járt a tó partján az orosz Alekszandr Bulatovics vezetésével.

## Régészet
A folyó völgye az egyik legfontosabb munkaterülete az ember őstörténetével foglalkozó kutatóknak. A pliocén és pleisztocén korú lelőhelyeken elsősorban Australopithecus- és Homo-maradványokat tártak fel. Itt találták meg a világ legidősebb, 2,4 millió éves, kvarcitból készült kőeszközét is, mely az olduvai kultúra terméke. A feltárásoknak köszönhetően a folyó völgyét az UNESCO 1980-ban a világörökség részévé nyilvánította.

## Hasznosítás
A folyón több vízerőmű, köztük a Gilgel Gibe-I (184 MW) és Gibe-II (420 MW) működik.
A Gibe-III nevű 250 m magas gát és a hozzá kapcsolódó vízerőmű 2015 októberében kezdte meg működését, teljes üzembe helyezésekor Afrika legnagyobb teljesítményű vízerőműve (1870 MW) lesz. Ez Etiópia vízenergia-termelését 234%-kal fogja növelni, aminek a felét exportra (Kenya, Szudán, Dzsibuti) szánják. A felduzzasztott víztározó területe 210 km², a teljes költség kb. 1,8 milliárd USA dollár volt, amit etióp kormányzati források, világbanki és európai, valamint kínai kölcsönök fedeztek.
További tervezett erőművek az Omón a Gibe-IV (1472 MW) és a Gibe-V (560 MW).

## Mellékfolyói
1. Gibe
2. Wabi
3. Denchya
4. Gojeb
5. Mui
6. Usno

## Fordítás
- Ez a szócikk részben vagy egészben  az   Omo River című angol Wikipédia-szócikk fordításán alapul.  Az eredeti cikk szerkesztőit annak laptörténete sorolja fel. Ez a jelzés csupán a megfogalmazás eredetét és a szerzői jogokat jelzi, nem szolgál a cikkben szereplő információk forrásmegjelöléseként.